# Mile Isaković
Pour les articles homonymes, voir Isaković.
Mile Isaković (en serbe : Миле Исаковић), né le 17 janvier 1958 à Šabac, est un ancien joueur de handball yougoslave puis serbe devenu entraîneur.

## Biographie
Joueur clé de l'équipe de Yougoslavie pendant les années 1980 avec 190 sélections pour 734 buts, il est champion olympique en 1984 et champion du monde en 1986. 
Avec son club de Metaloplastika Šabac, il est cinq fois champion de Yougoslavie et remporte également la Coupe d'Europe des clubs champions en 1985 et en 1986 après avoir échoué en finale en 1984. Considéré comme l'un des meilleurs joueurs du monde, il rejoint en 1986 le promu allemand du TSV Milbertshofen. Mais l'expérience ne se passe pas très bien, au point où il pense même arrêter le handball au terme de la saison. Finalement, il est convaincu par le président du Metaloplastika de retrouver son ancien club car il avait perdu beaucoup
de joueurs. La saison 87/88 se termine mal pour Isakovic puisqu'il est suspendu un an après une bagarre générale lors d'un match face à Bitola. Si la sanction est finalement levée par la fédération, Isakovic décide de ne pas disputer les Jeux olympiques de
Séoul, fatigué de ses 10 ans en équipe nationale et ayant eu du mal à obtenir sa lettre de sortie.
Convoité par de nombreux clubs dont le FC Barcelone, club où vient de signer son compatriote Veselin Vujović, ou Malaga, Jean-Claude Tapie, le président de l'US Créteil, parvient à le convaincre et le fait signer malgré l'anonymat relatif du club. Son apport au club francilien est tel que, dès sa première année, il permet de décrocher le seul titre de champion de France du club, enlève la Coupe de France et dispute la finale de la Coupe des Coupes, la première finale de coupe d'Europe disputée par un club français. La saison suivante, Créteil ne terminera que quatrième de D1, mais disputera la première demi-finale de la Coupe des clubs champions d'un club français, face au FC Barcelone.
En 1991, il termine sa carrière de joueur à l'OM Vitrolles où il entame sa carrière d'entraîneur. Il mène ainsi le club marseillais à la victoire en Coupe de France et surtout au premier titre européen remporté par un club français, la Coupe des Coupes en 1993. Toutefois, il joue quelques matchs en fin de saison 1992/1993, notamment lors de la finale européenne face au Fotex Veszprém SE où il remplace Éric Quintin. Il poursuit avec l'OM Vitrolles en remportant les titres de champion de France en 1994 et 1996 et la Coupe de France 1995.
Retourné en Yougoslavie à la suite de la faillite de l'OM Vitrolles en 1996, il est nommé président de la fédération de RF Yougoslavie de handball en 2002 puis sélectionneur de l'équipe nationale féminine en 2004.
En 2006, il retrouve la France en signant un contrat de deux ans en tant qu'entraîneur de US Créteil. Une crise cardiaque contractée le 18 février 2008 l'a éloigné des terrains un certain temps. Non prolongé à Créteil, il rentre chez lui à Šabac où il aide le club du Metaloplastika, notamment au poste de directeur sportif.

## Carrière de joueur
- Metaloplastika Šabac : avant 1986 et 1987-1988
- TSV Milbertshofen : 1986-1987
- US Créteil : 1988-1991
- OM Vitrolles : 1991-1993

## Palmarès de joueur

### En sélection nationale
- Jeux olympiques[1]
  -  Médaille d'or aux Jeux olympiques de 1984 à Los Angeles
  - 6e place aux Jeux olympiques de 1980 à Moscou
- Championnat du monde
  -  Médaille d'or au Championnat du monde 1986 en Suisse
  -  Médaille d'argent au Championnat du monde 1982 en Allemagne
- Autres
  -  Médaille d'or aux Jeux méditerranéens de 1983 à Casablanca,  Maroc

### En club
Compétitions internationales
- Vainqueur de la Coupe des clubs champions européens (2) : 1985, 1986 (avec Metaloplastika Šabac)
  - Finaliste en 1984 (avec Metaloplastika Šabac)
  - Demi-finaliste en 1990 (avec US Créteil)
- Vainqueur de la Coupe des coupes (1) : 1993 (avec OM Vitrolles)
  - Finaliste en 1989 (avec US Créteil)

Compétitions nationales
- Vainqueur du Championnat de Yougoslavie (5) : 1980, 1983, 1984, 1985 et 1986
- Vainqueur de la Coupe de Yougoslavie  (4) : 1980, 1983, 1984, 1986
- Vainqueur du Championnat de France (1) : 1989
  - Vice-champion en 1992 et 1993
- Vainqueur de la Coupe de France (2) : 1989, 1993

### Récompenses individuelles
- Meilleur buteur de l'histoire du Metaloplastika Šabac avec 1658 buts marqués

## Palmarès d'entraîneur
- Vainqueur de la Coupe des coupes (1) : 1993 ; Finaliste en 1994
- Vainqueur du Championnat de France (2) : 1994 et 1996
- Vainqueur de la Coupe de France (2) : 1993, 1995

## Famille
Il est l'oncle de la nageuse slovène Sara Isakovič.